# The Sims 2: University
The Sims 2: University prva je ekspanzija za stratešku/simulacijsku računalnu igru The Sims 2. University dopušta igračima da svoje Simse šalju na sveučilišta, istovremeno uvodeći novi stadij života; stadij punoljetnika. U igru su uvedene i Životne želje (Lifetime Wants) i Utjecanje (Influence). 

## Opis
Adolescentski Simsi sada mogu iseliti iz svojih kuća i otići na sveučilišta. Kada odu na sveučilište odrastaju u punoljetnika i ostaju tamo dok ne diplomiraju, ispadnu ili budu izbačeni. Kako bi se to olakšalo, uveden je stadij punoljetnika. Samo Simsi koji odu na sveučilište ulaze u ovaj novi stadij života; adolescenti koji ne žele na sveučilište prelaze direktno u stadij odraslog Simsa. Kako bi se ove obrazovne institucije mogle napraviti, dodano je ekspanzijsko sveučilišno susjedstvo. Postoje tri različita, ranije napravljena sveučilišta koja dolaze s University igrom:
- Sims State University, koji pruža sve osnovne značajke jednog sveučilišta u igri. Postoji dobra ravnoteža između školskih ustanova i običnih zemljišta zajednice kao što su butici i mjesta za druženje poput knjižnice.
- La Fiesta Tech, sveučilište u pustinji slično Strangetownu, čini se kao da je prožeto zabavom i dobrom atmosferom. Čini se da je usredotočenje na obrazovanje veoma maleno, bar što se tiče studenata (postoji već napravljeni student koji je vanzemaljac), te je ono ovdje većinom radi zabave.
- Académie Le Tour, prestižno sveučilište gdje se najviše pažnje posvećuje obrazovanju. Na ovom sveučilištu malo je zabavnog sadržaja, jer su studenti ovdje veoma marljivi i vrijedni (ne postoje već uspostavljena bratstva).

Ova područja imaju sve što se može pronaći u stvarnom studentskom životu. Većina Simsa živi u zajedničkim spavaonicama, gdje kompjuterski kontrolirani Simsi popunjavaju prazna mjesta u slobodnim spavaonicama, iako Simsi s dovoljno visokom školarinom mogu započeti školovanje u privatnim rezidencijama. Privatne rezidencije mogu se prijaviti za status bratstva, dozvoljavajući članovima kuće da vrbuju druge Simse kako bi povećali broj članova svoga bratstva/sestrinstva. Izvan privatnih rezidencija, ranije napravljana susjedstva sadrže rekreacijske centre (teretane), knjižnice, studentske centre, itd.
Malen, ali zamjetan dodatak igri je nova sveučilišna radio stanica, koja pušta stvarne pjesme samostalnih glazbenih sastava na sveučilištu, no riječi pjesama su, dakako, na Simlishu (Simljanskom ili Simskom jeziku).

### Sveučilišno obrazovanje
Najveći aspekt The Sims 2: University igre jesu sama sveučilišta te, očekivano, sami kolegiji. Brucoši prema standardu dobivaju "neodlučeni" kolegij kojeg se mora odabrati do njihove godine juniora, inače će mu kompjuter automatski dodijeliti filozofiju.
Studenti imaju jedanaest različitih kolegija na izbor. Svaki kolegij zahtjeva određene vještine (Karizmu, Logiku, itd.) kako bi se dobile najviše moguće ocjene, što znači da će svako predavanje izravno pomoći studentu kod njegova ulaska u neku od mogućih profesija nakon boravka na sveučilištu.
Ovi kolegiji jesu:
- Matematika
- Filozofija
- Fizika
- Političke znanosti (Politologija)
- Psihologija
- Umjetnost
- Biologija
- Gluma
- Ekonomija
- Povijest
- Književnost

Šest dana na sveučilištu računa se kao jedna provedena godina, u tom vremenskom periodu Simsi moraju podići svoje ocjene na predavanjima na nekoliko mogućih načina. Najbolji način jest kombiniranje svih navedenih mogućnosti, što Simsa lako može dovesti do Dekanova popisa, velikog dostignuća za Sim studente.
- Rješavajući zadatke, što se može započeti pritiskom na igrivog Simsa, zatim "College…", a zatim "Do Assignment". Ova radnja traje jedan ili dva sata, podižući Simovu ocjenu. Ako Sim ima dovoljno utjecajnih bodova ili je član bratstva, on/ona može utjecati na druge da naprave njegove/njene zadatke, povećavajući Simovu ocjenu bez imalo utrošenog rada.
- Istraživajući o trenutnom kolegiju, što se može započeti pritiskom na policu za knjige i pritiskom na "College…". Ova se radnja može proširiti na grupno istraživanje ("Group Research"), što je zapravo socijalna interakcija kojoj se može pristupiti pritiskom na drugog Sima i pozvati ga na istraživanje. Simsi iz svih kolegija imat će značajnu korist od grupnog istraživanja, što se tiče i ocjene i druženja. Iako istraživanje ne pruža trenutačno podizanje ocjene, ona će se polagano podizati što duže Sim provede nad knjigom istražujući, a grupno će istraživanje podići ocjenu brže od samostalnog istraživanja.
- Pišući semestarski esej, kojeg se može napisati pritiskom na računalo i odabiranjem opcije "College…", a zatim "Write Term Paper". Ova radnja traje nekoliko sati i veoma je zahtjevna, ali značajno podiže Simovu ocjenu. Računalo sprema napredak eseja, kako bi se Sim mogao odmoriti, a zatim vratiti na započeto. Kao što je slučaj sa zadacima, Simsi mogu utjecati na druge da im oni napišu esej.
- Odlaskom na predavanja. Svaki Sim ima određeni vremenski period otkada dokada su njegova predavanja. Simova će se ocjena smanjiti ako ne prisustvuje predavanju (osim na završnom ispitu), ali se ocjene povećavaju redovitim odlaskom na predavanja. Kako bi Sim otišao na predavanje u točno određenom periodu, potrebno je odabrati Sima i pritiskom na njega odabrati "College…", a zatim "Go To Class". Sim će krenuti na nastavu i vratiti se za nekoliko sati, često donoseći zadatke sa sobom.
- Druženjem s predavačima. Što su bolje interakcije među njima, ocjena će biti viša, značajno se podižući. Istovremeno, loša interakcija s profesorima znači i snižavanje ocjene.

Još jedan veliki razlog dobivanja dobrih ocjena, osim napredovanja kroz predavanja, jesu sveučilišne školarine; ako Sim dobije dobru ocjenu, dobit će i novac od samog sveučilišta. Ocjena A+ studentu daje mjesto na Dekanovu popisu, kao i 1,200§, dok s ocjenom C (najniža moguća prolazna ocjena) uopće neće donijeti Simeleonse.
Postoje i nagrade za prolazak kroz svaku godinu kroz kolegij.
- Nakon završene brucoške godine, Sim dobiva dodatno prazan utor za još jednu Želju
- Nakon završene druge studentske godine, Sim može promijeniti aspiraciju.
- Nakon završene juniorske godine, Sim dobiva mogućnost zaključavanja utora Želja/Straha.
- nakon apsolviranja, Sim dobiva još jedan utor za Želju, što znači šest utora za Želje i strahove.

### Financije i poslovi na fakultetskom dvorištu
Svaki Sim započinje svoj život na sveučilištu s 500§ (osim ako imaju školarinu) te sav dodatni novac smatra se iznimno korisnim. U The Sims 2: University, studenti mogu trošiti svoj novac na luksuzne predmete u njihovom životnom prostoru, višak garderobe, elektroničke spravice (mobitele, mp3 playere i prenosive video konzole) ili čak iznajmiti kuću koja može biti privatna rezidencija ili ju se može pripremiti na nešto što će se na kraju pretvoriti u Kuću bratstva. Simsi mogu zaraditi novac i na još nekoliko načina.
- Podučavanjem: Simsi koji imaju višu Logiku od drugog Sima mogu kliknuti na zadatke tog Sima i podučavati ga za Simoleonse po satnici.
- Treniranjem: Simsi s višom Tjelesnom kondicijom od drugog Sima mogu kliknuti na Sima koji već vježba i fizički ih trenirati za Simoleonse po satnici.
- Glazbom/Freestylingom: Pojašnjeno niže u članku.
- Radom u kuhinji: Pritiskom na radnika koji trenutno radi u kuhinji zajedničke spavaonice, igrač može zaposliti svog Simsa odabirom na "Work In The Cafeteria" te će na taj način preuzeti posao tog radnika i dobivati Simoleonse po satnici. Zbog blizine ovog posla sa studentovim prebivalištem (u istoj zajedničkoj spavaonici, vjerojatno odmah na drugoj strani hodnika), rad u kuhinji je idealan posao za Sima u financijskom škripcu.
- Konobarenjem: Kada je na zemljištu zajednice, Sim može naići na kafić, a iza njegova šanka, na konobara. Odabirom na konobara i pritiskom na "Work As A Barista", Sim preuzima posao konobara i na taj način zarađuje Simoleonse po satnici. Konobarenje se smatra najbolje plaćenim poslom (16 Simoleonsa svakih deset minuta u igri, dok većina drugih poslova pružaju 10 Simoleonsa svakih deset minuta u igri) na sveučilištu, ali najviše iscrpljuje Simse.

### Društvene interakcije
Postoje mnoge nove društvene interakcije u The Sims 2: University. Primjeri su nove interakcije zafrkancije kao što su "Joy-Buzzer", "Ventrilo-Fart" i "Water Ballon". Simsi sada mogu otvoriti vodene prskalice (najčešće u kuhinjama, blizu štednjaka) paljenjem upaljača neposredno blizu njih. Postoje i neke nove temeljne interakcije druženja, kao što su "Introduce To…" (za upoznavanje), i "Hang Out" (za druženje s više Simsa odjednom). Postoje nove tehnike učenja, što dozvoljava Simsima da se u isto vrijeme druže i podižu svoje ocjene. Najčešća društvena interakcija između University Simsa jest "Kicky Bag", igra šutiranja malene loptice, gdje svi Simsi pokušavaju održati lopticu u zraku dobacujući je jedni drugima. Ovdje je veoma važna vještina Tjelesne kondicije, s kojom Simsi mogu pokazati razne manevre bacajući je po zraku, i naravno, pobijediti (iako sama igra može trajati kolikogod Simsi žele). Simsi sada mogu imati borbe jastucima.
U University ekspanziji, dostupna su i tri glazbena instrumenta; električna gitara, bas-gitara i bubnjevi. Ako se ijedan od ta tri instrumenta nalazi u blizini onom drugom, Simsi mogu zasvirati na njima kao grupa. Što je veća Kreativnost jednog Sima, njegove će glazbene vještine biti bolje. Veća Kreativnost dovest će do značajnih promjena u načinu na kojem Simsi sviraju, što znači da će talentirani Simsi moću prebirati po bas-gitari na kompliciraniji način, dok će kreativniji gitaristi svirati s instrumentom iz leđa. Iako The Sims 2: University ne podržava komplicirani sistem glazbenog sastava, Simsi mogu zaraditi svoj novac svirajući navedene instrumente, kod kuće ili na zemljištu zajednice kao što su kafići i klubovi. Na istim instrumentima, Simsi mogu svirati u tri različita stila te nakon što jedan Sim počne svirati jednim stilom, ostali će uzeti instrumente i početi svirati u istom stilu. Ti stilovi jesu:
- Rock
- Jazz
- Country

Iako Simsi ne mogu biti prateći vokali tim instrumentima, imaju pristup novom, "Freestyle" nastupu, tj. nastupu slobodnim stilom. Simsi će odabirom na tu radnju moći pjevati uz pratnju instrumenata, kao i usputno zarađivati novac. Ne nalik sviranju (gdje se talent mjeri Simovom Kreativnošću), Freestyling temelji se na Karizmi pojedinog Sima. 
Studenti imaju pristup raznim novim predmetima, različitim od svakodnevnih predmeta, kao i novoj odjeći, poput toge.

### Dodatne karijere
The Sims 2: University zasad je jedina ekspanzija koja donosi nove karijere, uz deset uobičajenih iz The Sims 2. Ove karijere dostupne su samo Simsima koji su uspješno apsolvirali i dobili diplomu. Mnogim se igračima ne sviđa činjenica da su te karijere dostupne samo kada Sims diplomira. Karijere su sljedeće:
- Prirodoslovna znanost
- Zabavljačka industrija
- Nadnaravna
- Likovna umjetnost

Ove karijere, kao što je i očekivano, dolaze svaka sa svojom nagradom.
- Laganaphyllis Simnovorii, križanac biljke mesožderke i krave koji jede druge Simse kako bi proizvela Eliksir života (Prirodoslovna znanost)
- Dr. Vu's Automated Cosmetic, alat namijenjen plastičnoj kirurgiji u kućnoj radinosti koji može izmijeniti izgled lica Sima, ali mu se može obiti o glavu s komičnim posljedicama (Zabavljačka industrija)
- Resurrect-O-Nomitron, neobični oltar na kojemu leži telefon kojeg Simsi mogu upotrijebiti kako bi kontaktirali s Crnim koscem te, ovisno koliko Sim ponudi novca, mu ovaj može oživjeti preminulog Sima ili ga vratiti kao zombija (Nadnaravna)
- Luminous Pro Antique Camera, starinski fotoaparat koji može slikati krajolik ili slike Simsa u različitim pozama (nova mogućnost koju pruža sami predmet), a slika se može objesiti na zid, staviti na neku površinu, ili ju se jednostavno može prodati (Likovna umjetnost)

### Zombiji
Zombiji su nova posebnost u The Sims 2 igri, pojavljujući se po prvi put u University ekspanziji. Zombiji se mogu koristiti samo ako je u blizini prisutan Resurrect-O-Nomitron. Kako bi Sim dobio Resurrect-O-Nomitron, prvo mora imati posao u Nadnaravnoj karijeri. Nakon što Sim dođe na šestu razinu te karijere, Resurrect-O-Nomitron postaje dostupan kao nagrada.

#### Uskrsnuće
Svaki Sim koji je iznad pete razine u Nadnaravnoj karijeri, i ima Resurrect-O-Nomitron može povratiti preminulog Sima natrag u život. Ovo je moguće samo ako u dvorištu postoji grob ili urna preminulog Sima. Nakon što se upotrijebi Resurrect-O-Nomitron, Sim nudi novac Crnom koscu. Uspjeh reanimacije ovisi na novcu koji se ponudi Crnom koscu. Postoji više razina uspješnosti:
- §1 – §987: Uskrsnuće ne uspijeva i ponuđeni se novac nepovratno gubi.
- §988 – §4,127: Sim se u život vraća kao zombi, u istom dobnom stadiju u kojem je bio u trenutku kada je preminuo.
- §4,128 – §8,152: Sim se u život vraća s vještinama smanjenim za tri razine i okrenutim faktorima osobnosti. Sim je sretan što je živ.
- §8,513 – §10,000: Sim se u život vraća u istom stanju kao što je bio u trenutku smrti. Sim je oduševljen i zanesen jer je živ.

Postoje odvojena pravila što se tiče uskrsnuća djeteta:
- §1 – §999: Uskrsnuće ne uspijeva i ponuđeni se novac nepovratno gubi.
- §1,000 i iznad: dijete se u život vraća u istom stanju kao što je bilo u trenutku smrti.

#### Prednosti
- Zombiji imaju svoju specifičnu boju kože, svijetlosivu. Imaju i svoj vlastiti potret na Sim meniju.
- Zombiji ne mogu začeti, ali i dalje mogu imati spolne odnose.
- Zombiji ne stare te iz tog razloga imaju više vremena za posvetiti druženju i poslu.
- Ako se zombija ostavi dulje vrijeme u mirovanju, njihova će glava skliznuti u stranu, što dovodi određenu dozu humora u igru.

#### Nedostatci
- Zombiji ne mogu trčati, mogu samo vući svoje udove za sobom po tlu.
- Zombiji ne mogu imati djecu, ali mogu posvojiti dijete preko telefona.
- Zombiji gube svoje vještine.
- Zombiji često razmišljaju o mozgovima te vole govoriti o tome.
- Zombiji su veoma loši u svakodnevnoj komunikaciji.
- Mrtvi se zombiji u život opet mogu vratiti samo kao zombiji.

## Vanjske poveznice
- The Sims službene web stranice  Arhivirana inačica izvorne stranice od 3. lipnja 2002. (Wayback Machine)
- The Sims 2 službene web stranice  Arhivirana inačica izvorne stranice od 14. siječnja 2013. (Wayback Machine)